# Ostrów Mazowiecka (comune rurale)
Ostrów Mazowiecka è un comune rurale polacco del distretto di Ostrów Mazowiecka, nel voivodato della Masovia.
Ricopre una superficie di 283,71 km² e nel 2004 contava 12 735 abitanti.
Il capoluogo è Ostrów Mazowiecka, che non fa parte del territorio ma costituisce un comune a sé.